# Ostrów
Ostrów è un comune rurale polacco del distretto di Ropczyce-Sędziszów, nel voivodato della Precarpazia.
Ricopre una superficie di 96,62 km² e nel 2004 contava 6 806 abitanti.